# SAIMAN 200
SAIMAN 200 là một loại máy bay huấn luyện hai chỗ của Ý trong thập niên 1930, do hãng Società Industrie Meccaniche Aeronautiche Navali (SAIMAN) thiết kế chế tạo.

## Biến thể
SAIMAN 200
SAIMAN 205

## Quốc gia sử dụng
Croatia
- Không quân Nhà nước Độc lập Croatia

- Luftwaffe

 Ý
- Ala Littoria
- Không quân đồng minh tham chiến Italy
- Regia Aeronautica

## Tính năng kỹ chiến thuật
Dữ liệu lấy từ 
Đặc điểm tổng quát
- Kíp lái: 2
- Chiều dài: 7.47 m (24 ft 6 in)
- Sải cánh: 8.78 m (28 ft 9¾ in)
- Chiều cao: 2.50 m (8 ft 2½ in)
- Diện tích cánh: 22 m2 (236.81 ft2)
- Trọng lượng rỗng: 761 kg (1678 lb)
- Trọng lượng có tải: 1055 kg (2326 lb)
- Powerplant: 1 × Alfa Romeo 115, 138 kW (185 hp)

Hiệu suất bay
- Vận tốc cực đại: 220 km/h (137 mph)
- Tầm bay: 475 km (295 dặm)
- Trần bay: 6000 m (19,685 ft)